# Raimundo de Peñafort
Raimundo de Peñafort, O.P (Peñafort, c. 1175-Barcelona, 6 de enero de 1275) fue un clérigo dominico, escritor y jurista católico  declarado santo de la Iglesia católica. 
Es conocido por elaborar la compilación de las Decretales del papa Gregorio IX (Corpus iuris canonici) y por la introducción de la Inquisición dentro del Reino de Aragón. Su vida fue referente de santidad para la Iglesia católica, quien lo canonizó en 1542. Su memoria litúrgica se celebra el 7 de enero y se considera el santo patrón de los juristas, abogados y en especial de los abogados canónicos como él.

## Hagiografía

### Primeros años
Raimundo nació en Peñafort, en el condado de Barcelona, en la Corona de Aragón, en 1175. Era de noble linaje, pues era hijo del señor del castillo de Peñafort, Pere Ramón, y de su esposa, Sara o Surina.
Los primeros datos que figuran de él son de 1204, año en el que empezó a ejercer de clérigo y escriba de la Catedral de Barcelona, donde conoció posiblemente a Vidal de Canellas, con quien mantendría una larga amistad. Con la finalidad de ampliar sus conocimientos, viajó hasta la Universidad de Bolonia, donde se licenció en cánones y trabajó como profesor entre 1217 y 1222. Recién llegado a Barcelona, fue nombrado canónigo en Barcelona y pavorde (1223), si bien renunció a tales distinciones e ingresó en la Orden de Predicadores, congregación que había conocido en Bolonia. De 1223 a 1228, año en el que acompañó al legado papal Jean d'Abbeville en su recorrido por los reinos hispánicos para implantar la reforma y decisiones del Concilio de Letrán IV, no hay referencias documentales sobre su vida, por lo que se cree que se dedicó al estudio y en la redacción de tratados, como la Summa de casibus poenitentiae o las glosas al Decreto de Graciano. Con Jean d'Abbeville viajó hasta Roma, en donde alcanzó el rango de capellán y penitenciario (1232) del papa Gregorio IX, quien le encargó la elaboración de las Decretales.
La historiografía mercedaria lo presenta como uno de los cofundadores de la Orden en especial por su papel de legislador, dado que, se dice, entregó a los mercedarios la Regla de san Agustín y las Constituciones de la Orden de Predicadores como base para la nueva institución. Gregorio IX le ofreció el arzobispado de Tarragona, pero cansado y enfermo, lo rechazó junto a los otros honores papales, retirándose al Convento de Santa Catalina, en Barcelona (1236).
Poco tiempo después reinició su actividad, donde destacan, entre otras: su colaboración en las Cortes de Monzón de 1236; la intercesión en favor de Jaime I en la causa de excomunión, consiguiendo que se levantara (1237); favoreciendo la dimisión del obispo de Tortosa y en los nombramientos de los obispos de Huesca y Mallorca (reconquistada recientemente); y, finalmente, en la realización de actividades puramente jurídicas, tales como ejercer de juez o de asesor, principalmente en procesos de herejía y nulidades matrimoniales. En 1238, el capítulo general de su orden le confió la revisión del texto de sus Constituciones y en 1239 fue elegido como el tercer general de la orden de los dominicos, en capítulo general de la orden en París. En ejercicio de su cargo, se encargó de visitar los principales conventos así como la obtención de bulas papales para el desarrollo de la Orden y la integración de la rama femenina dentro de los dominicos.
En 1240 dimitió tras un breve, pero intenso período de gobierno, regresando al Convento de Santa Catalina de Barcelona, donde vivió treinta y cinco años durante los que actuó como inquisidor del Reino y asesor jurídico y en los que se encargó del oficio de confesor y consejero del rey Jaime I. Su intervención en todos los asuntos religiosos relevantes de la Corona queda patente en el hecho que cuatro diócesis (Barcelona, Vich, Lérida y Gerona) fueron dirigidas por dominicos. Falleció el día 6 de enero de 1275 en la ciudad de Barcelona, a los 95 o 100 años.

### Obra
Durante su vida desempeñó una importante acción policial y misionera. Así, fundó un studium o escuela de lengua árabe en Túnez (1245) y en Murcia (1266) para facilitar la conversión de los musulmanes. Por otro lado, solicitó a Santo Tomás de Aquino la redacción de un manual apologético, conocido como Summa contra gentiles (1259 - 1261), cuyo fin principal era el de proporcionar argumentos racionales y filosóficos a los predicadores para convertir a judíos y árabes.
Pero la obra más importante y conocida son las Decretales de Gregorio IX, promulgadas por este papa en 1234. Como tal y junto a los libros posteriores, fue el cuerpo de Derecho canónico en uso en la Iglesia Católica hasta la aprobación del Código de Derecho Canónico de 1917.
Además de las obras anteriormente citadas, es autor de una Summa Iuris Canonici (escrita aproximadamente entre 1218 y 1221), de las Dubitalia cum responsionibus ad quaedam ad Pontificem (primera mitad del siglo XIII) y de pequeños tratados sobre afinidades y consanguinidades matrimoniales, de casos jurídicos (Summa de casibus poenitentiae) y compilaciones de las Decretales para el uso de los dominicos.

## Culto público

### Canonización
Se le atribuían diferentes milagros y hechos extraordinarios en virtud de su intercesión, entre los cuales se destaca la utilización de su capa como embarcación para llegar a Barcelona desde Sóller. Por ello, el Concilio de Tarragona de 1279 solicitó su canonización, que fue realizada en 1601 por el papa Clemente VIII, previa beatificación en 1542 por Pablo III. Para celebrarlo, se llevaron a cabo dos certámenes poéticos en Barcelona en los que hubo participación castellana y catalana y de los que Rebullosa publicó un libro (Relación, 1601). 
En 1671 se estableció su festividad en el Santoral católico el día 23 de enero, siendo desplazada al 7 de enero (día posterior a su muerte). en 1969. Sus restos mortales fueron depositados en el Convento de Santa Catalina y, en 1838, trasladados a la Catedral de Barcelona. que ocupan la capilla actual desde 1879, que es el lugar donde se le rinde culto.
Se le considera patrono de los juristas, abogados y en específico los abogados especialistas en derecho canónigo. También se le adjudica ser el protector de los Colegios de abogados.

### Legado
En su honor en 1944 se creó la condecoración Orden de San Raimundo de Peñafort, orden civil española que reconoce los aportes de juristas en la administración judicial española y en la aplicación de las ramas del derecho español en la sociedad. La condecoración se otorga anualmente.

## Galería

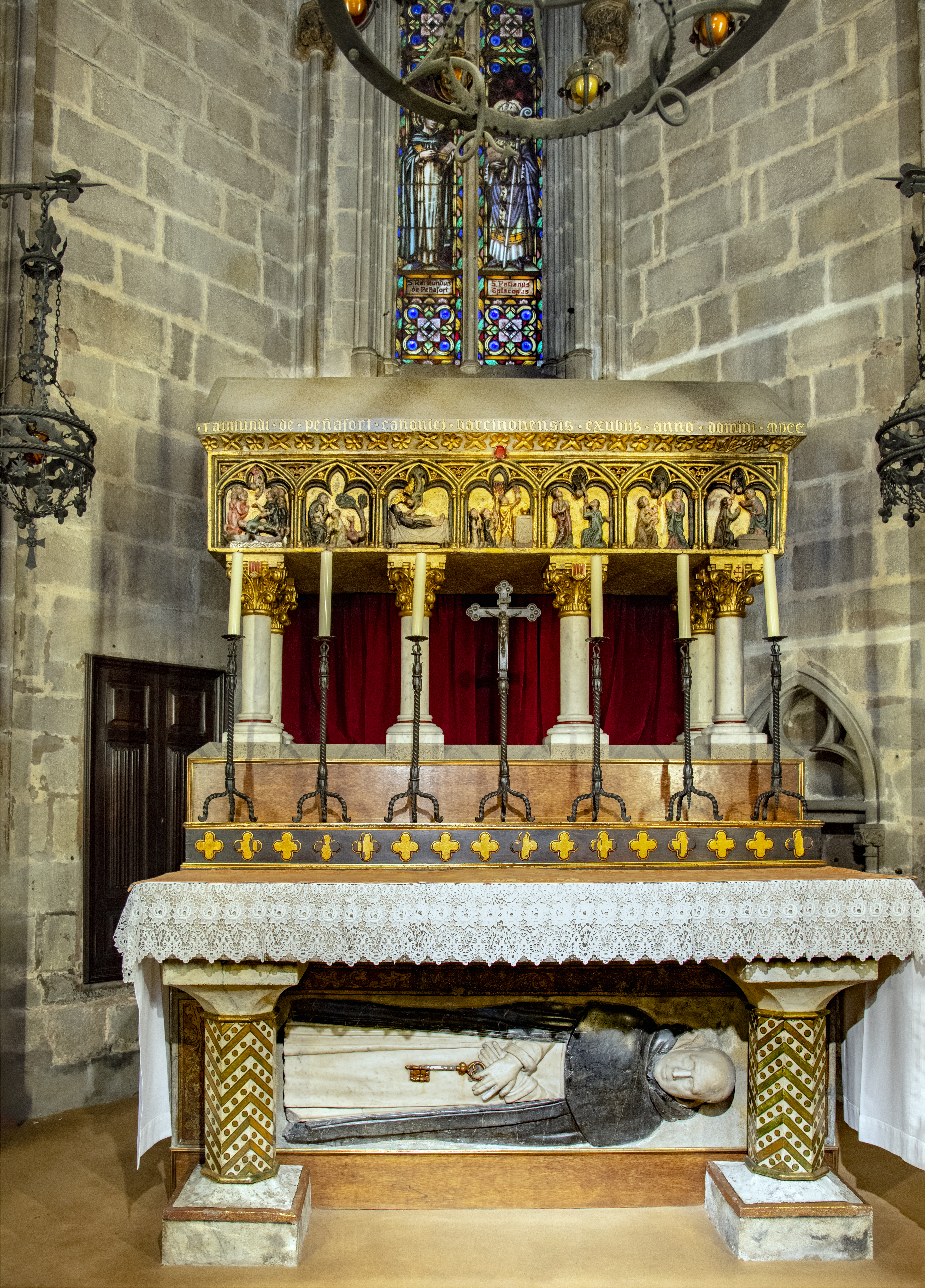
Arca del sepulcro de San Raimundo en la catedral de Barcelona, antiguo sepulcro procedente del convento de Santa Catalina, en la actualidad situado sobre el altar de la capilla (s. XIV).
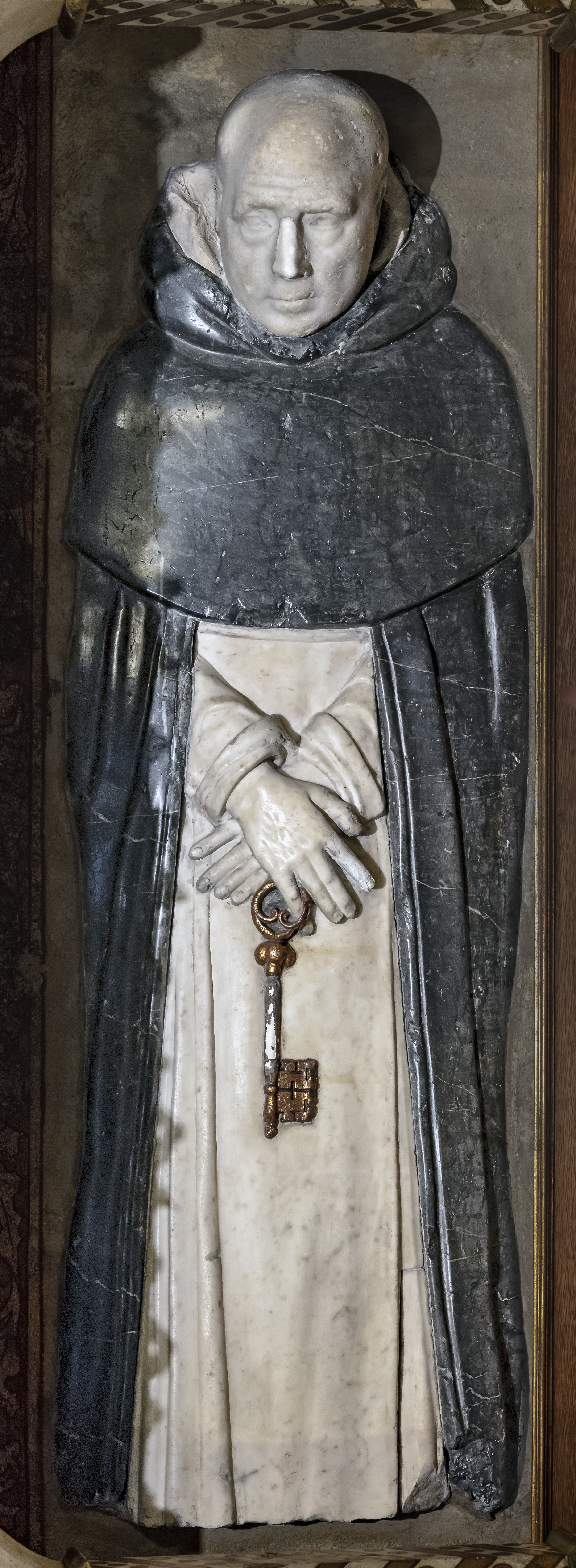
Su sepulcro en la catedral de Barcelona